# Самара (локомотивное депо)

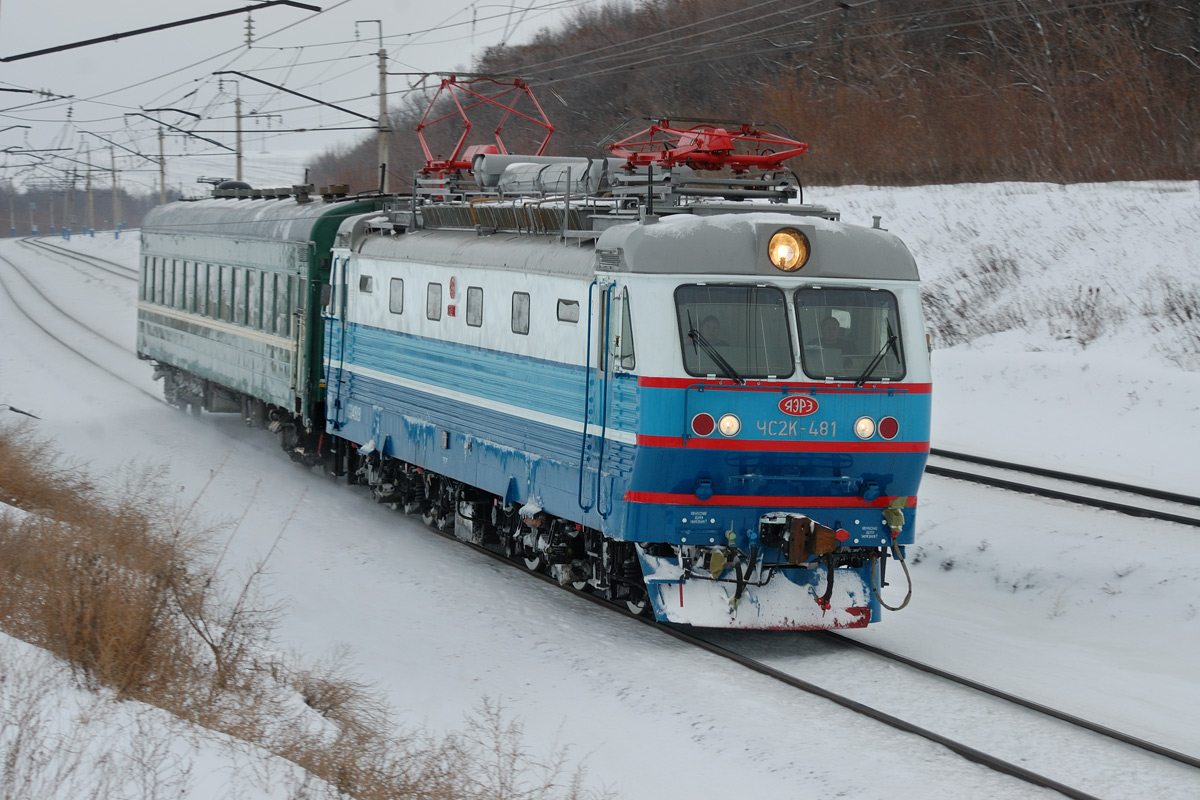
Электровоз ЧС2К приписки депо Самара

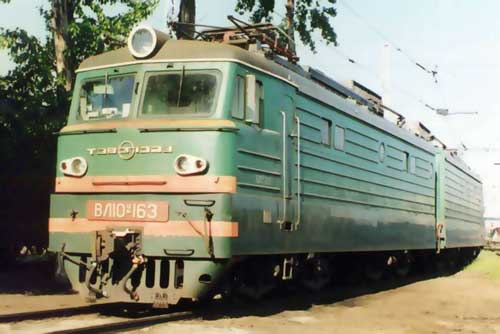
Грузовой электровоз ВЛ10У на тракционных путях депо Самара

Локомотивное депо Самара — предприятие железнодорожного транспорта, на железнодорожной станции Самара Куйбышевской железной дороге, расположено в городе Самаре. Депо занимается ремонтом и эксплуатацией тягового подвижного состава. 
В 2009 году депо разделилось на ремонт и эксплуатацию.
На территории депо установлен паровоз-памятник Су-211-85.

## История депо
Депо основано в 1875 году.
Депо носит имя Г.М. Кржижановского.

## Тяговые плечи
Пассажирские локомотивы обращаются на участках Самара — Уфа — Челябинск и Уфа — Инзер, Самара — Рузаевка — Москва, Рузаевка — Красный Узел и Рузаевка — Пенза, Самара — Пенза, Самара — Тольятти. Локомотивные бригады работают на участках до Уфы, Пензы, Рузаевки, Тольятти.